# HMS Sidon (P259)
Pour les articles homonymes, voir HMS Sidon.
HMS Sidon est un sous-marin de la Royal Navy, lancé en septembre 1944, il appartient au troisième groupe de sous-marins de classe S construit au chantier naval de Cammell Laird & Co Limited, à Birkenhead. Une explosion causée par une torpille défectueuse cause sa perte dans le port de Portland entraînant la mort de 13 marins.

## L'accident
En 1953, il prend part à la Fleet Review célébrant le couronnement de la reine Elizabeth II.
Dans la matinée du 16 juin 1955, le Sidon était à quai à côté du navire-dépôt HMS Maidstone dans le port de Portland. Deux torpilles Mark 12 de 21 pouces (en) propulsées au High test peroxide (en) (HTP), ayant pour nom de code « Fancy », avaient été chargées à bord pour procéder à des essais. Cinquante-six officiers et hommes d'équipage se trouvent à bord.
A 8 h 25, l'explosion dans l'une des torpilles Fancy (mais pas au niveau de l'ogive) a lieu à l'intérieur du tube lance-torpilles no 3 dans lequel elle avait été chargée et entraîne la rupture des deux compartiments avant. Un incendie et l'émission de gaz toxiques et de fumée accompagnent l'explosion. Douze hommes présents dans les compartiments avant meurent instantanément et sept autres sont grièvement blessés.
Le sous-marin commence à pencher vers l'avant en raison de la voie d'eau avec une inclinaison à tribord et, son officier supérieur, le Lieutenant Commander Verry, ordonne l'évacuation du sous-marin à partir de la salle des machines et du sas d'évacuation situé à la poupe. Grâce aux secours apportés par l'équipage du Maidstone, tous ceux qui n'avaient pas été tués immédiatement par l'explosion parviennent à s'échapper à l'exception de l'officier médical du Maidstone, le Temporary Surgeon Lieutenant Charles Eric Rhodes (en). Il se rend à bord du Sidon porte assistance à plusieurs survivants avant de mourir asphyxié car il n'avait pas été entraîné à revêtir la combinaison DSEA qu'il avait enfilée. Vers 8 h 50, le Sidon sombre au fond du port. Le 1er novembre 1955, Rhodes est décoré à titre posthume de la Médaille Albert pour avoir sacrifié sa vie pour venir en secours aux marins du Sidon.
La semaine suivante, l'épave est renflouée et remorquée dans une cale sur Chesil Beach (en). Les dépouilles des 12 marins et de Rhodes sont retirées et enterrées avec les honneurs au Royal Naval Cemetery (en) de Portland, qui surplombe le port.
Une commission d'enquête dégage toute responsabilité pour la perte du Sidon. La cause de l'accident est analysée comme étant le dysfonctionnement de la torpille « Fancy ». Une torpille qui avait été préparée pour le tir d'essai prévu dans la matinée avait commencé à chauffer - son moteur s'était déclenché alors que la torpille était encore à l'intérieur du sous-marin et était en excès de vitesse, créant une pression très élevée dans son système de carburant. La torpille « Fancy » utilisait le high test peroxide (en) (HTP) comme oxydant. Quand une ligne d'oxydant éclate, l'HTP est pulvérisée sur les parois en cuivre à l'intérieur de la torpille, la décomposition produisant de l'oxygène et de la vapeur d'eau. La tête de la torpille n'a pas explosé, mais sa coque éclate violemment rompant les parois du tube lance-torpilles et causant une voie d'eau qui mènera au naufrage du bâtiment. Ce programme de torpille est cessé et les torpilles du même type sont retirées du service en 1959.
Le Sidon est renfloué, avant d'être à nouveau coulé comme cible ASDIC le 14 juin 1957.
Le 16 juin 2005, pour le 50e anniversaire de l'accident du Sidon, la branche pour le Dorset de la Submariners Association érige un mémorial en mémoire de ceux ayant perdu la vie. Il est situé à proximité immédiate du Portland Cenotaph (en) à Portland, face au Portland Heights Hotel. Un certain nombre de rescapés et de proches des victimes assistent à la cérémonie.
Le 18 janvier 2003, Deepquest Sub Sea annonce leur intention de renflouer le HMS Sidon.

### Sources et bibliographie
- (en) Innes McCartney (préf. Jak Mallmann-Showell), Lost patrols : submarine wrecks of the English Channel, Penzance, Periscope, 2003, 183 p. (ISBN 978-1-904381-04-4 et 1-904-38104-9, OCLC 224045134, lire en ligne)